# Ancienne gare de Saint-Nazaire
L'ancienne gare de Saint-Nazaire est une ancienne gare ferroviaire française des lignes de Tours à Saint-Nazaire et de Saint-Nazaire au Croisic. Elle est située sur le territoire de la commune de Saint-Nazaire dans le département de la Loire-Atlantique en région Pays de la Loire.
Elle est mise en service en 1866 pour remplacer une gare provisoire ouverte en 1857 par la compagnie du chemin de fer de Paris à Orléans (PO). Elle devient une gare de bifurcation en 1879 lors de l'ouverture de la ligne de Saint-Nazaire au Croisic.
La gare ferme dans les années 1950 lors de l'ouverture de l'actuelle gare de Saint-Nazaire. Elle accueille depuis 2012 le théâtre de Saint-Nazaire, renommé Théâtre Simone Veil.

## Histoire

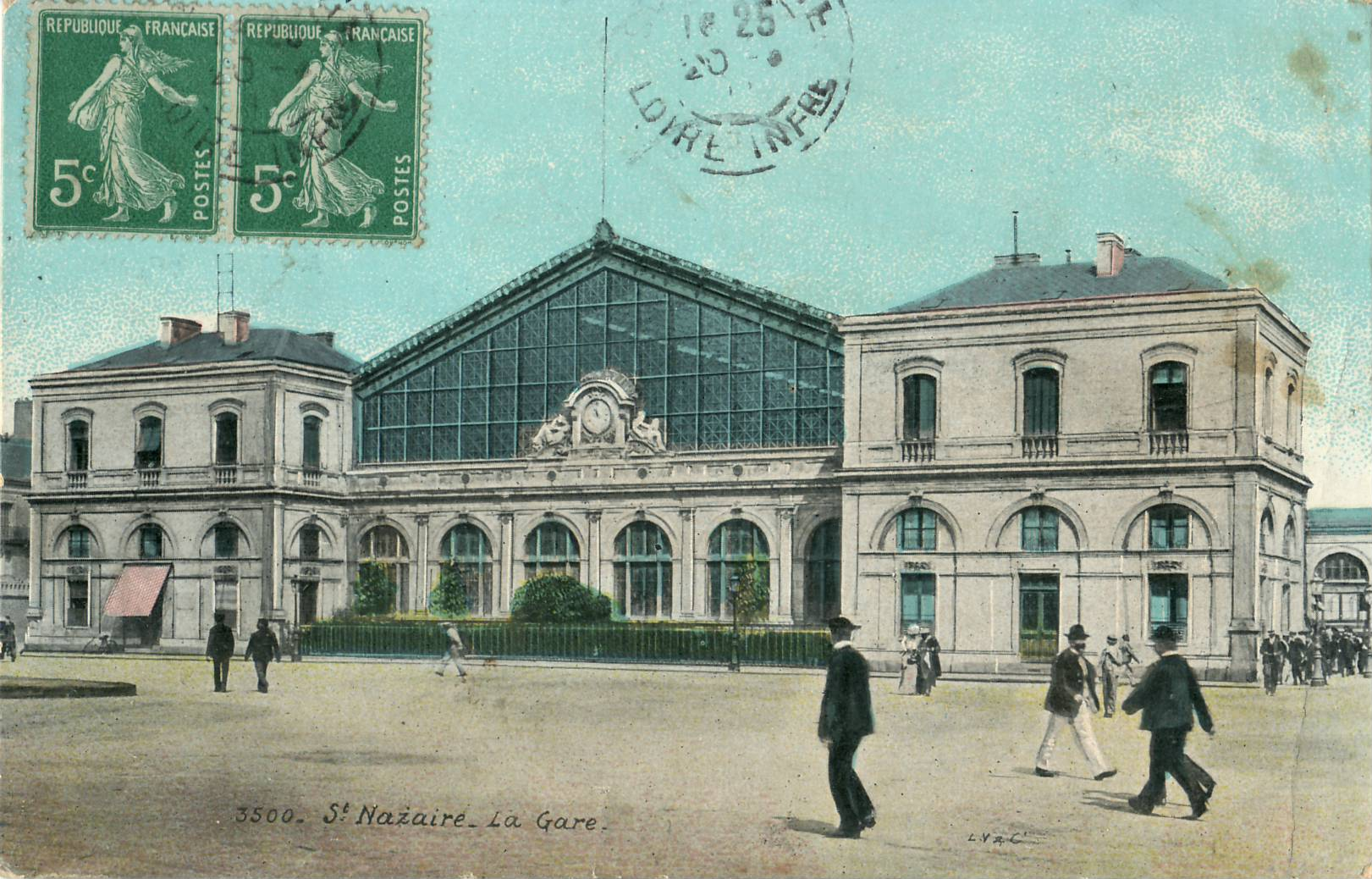
L'ancienne gare vers 1910

À la fin des années 1850, la compagnie du chemin de fer de Paris à Orléans (PO) entreprend la construction de la section de Nantes à Saint-Nazaire en prolongement de sa ligne venant de Tours. Les plans de la station de Saint-Nazaire sont approuvés le 14 avril 1857, les travaux débutent le lendemain et la ligne est inaugurée le 17 août 1857. Une première gare provisoire est ouverte à l'angle des actuels boulevard de l'Europe et rue Henri-Gautier.
En 1866, est achevée une importante station de classe principale comportant notamment un débarcadère (bâtiment voyageurs), une grande gare marchandise, des remises pour voitures et locomotives et divers autres bâtiments. Le montant des travaux de construction de l'ensemble s'élève à 1 470 691 francs.
Située à l'extrémité de l'actuelle rue Albert-de-Mun, elle est accessible par une grande tranchée en granit lui permettant d'arriver au niveau des quais du port à seulement 0,50 m au-dessus du niveau de la marée haute des vives eaux. Elle jouxte la gare maritime de la Compagnie générale transatlantique à l'emplacement de laquelle a été construite la base sous-marine de Saint-Nazaire. Mais sa configuration de gare-terminus nécessite des manœuvres de rebroussement pour les convois venant, soit de Nantes, soit du Croisic, et faisant un arrêt dans la ville. La gare peut être shuntée, permettant d'éviter le rebroussement grâce au raccordement de La-Croix-de-Méan.
De 1907 à 1947, le terminus de la ligne de La Roche-Bernard des Chemins de fer du Morbihan jouxtait également la gare.
Durant la Seconde Guerre mondiale, le 3 janvier 1943, lors d'un bombardement américain de la base sous-marine allemande,  Alan Magee (1919-2003) , mitrailleur d'un B-17 Flying Fortress fortement endommagé par la flak allemande, est éjecté de son avion en perdition et après une chute libre de 6 700 mètres traverse la verrière de la gare, qui amortit sa chute, et tombe sur le sol de la gare. Très gravement blessé, il survivra. Fait prisonnier de guerre, il sera libéré en mai 1945. 
À la fin de la guerre, la ville est détruite à 80 %, néanmoins, la gare, bien que sérieusement endommagée, mais pas entièrement détruite reste en service jusqu'en 1955 date à laquelle l'actuelle gare prend le relais. En effet, le nouvel emplacement en périphérie permet de supprimer le rebroussement des convois ayant un arrêt à Saint-Nazaire, grâce à la construction d'un nouveau tronçon joignant les deux lignes. L'ancienne gare devient une gare routière et sert un temps de dépôt de bus pour la STRAN.
Au début du XXIe siècle, des projets vont donner lieu à une importante évolution des deux sites. Les vestiges de l'ancienne gare sont désormais intégrés d'une part au théâtre de Saint-Nazaire inauguré le 7 septembre 2012 qui occupe la partie ouest, tandis qu'une pépinière d'entreprise, et les locaux de l'École supérieure des beaux-arts occupent la partie est. Le quartier de la gare datant des années 1950 est profondément remanié.

Bâtiment de l'ancienne gare devenu théâtre
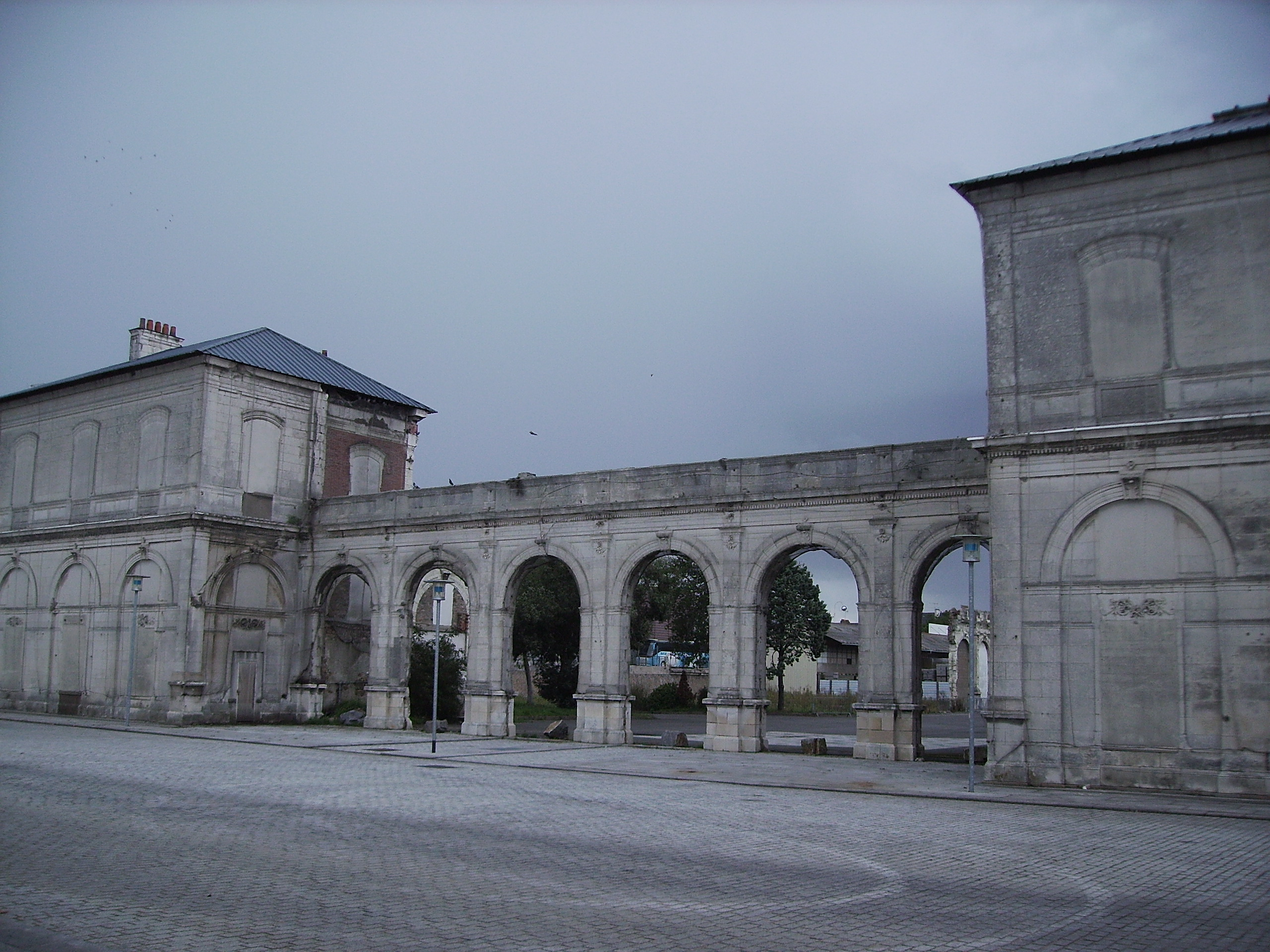
2006, désaffecté.
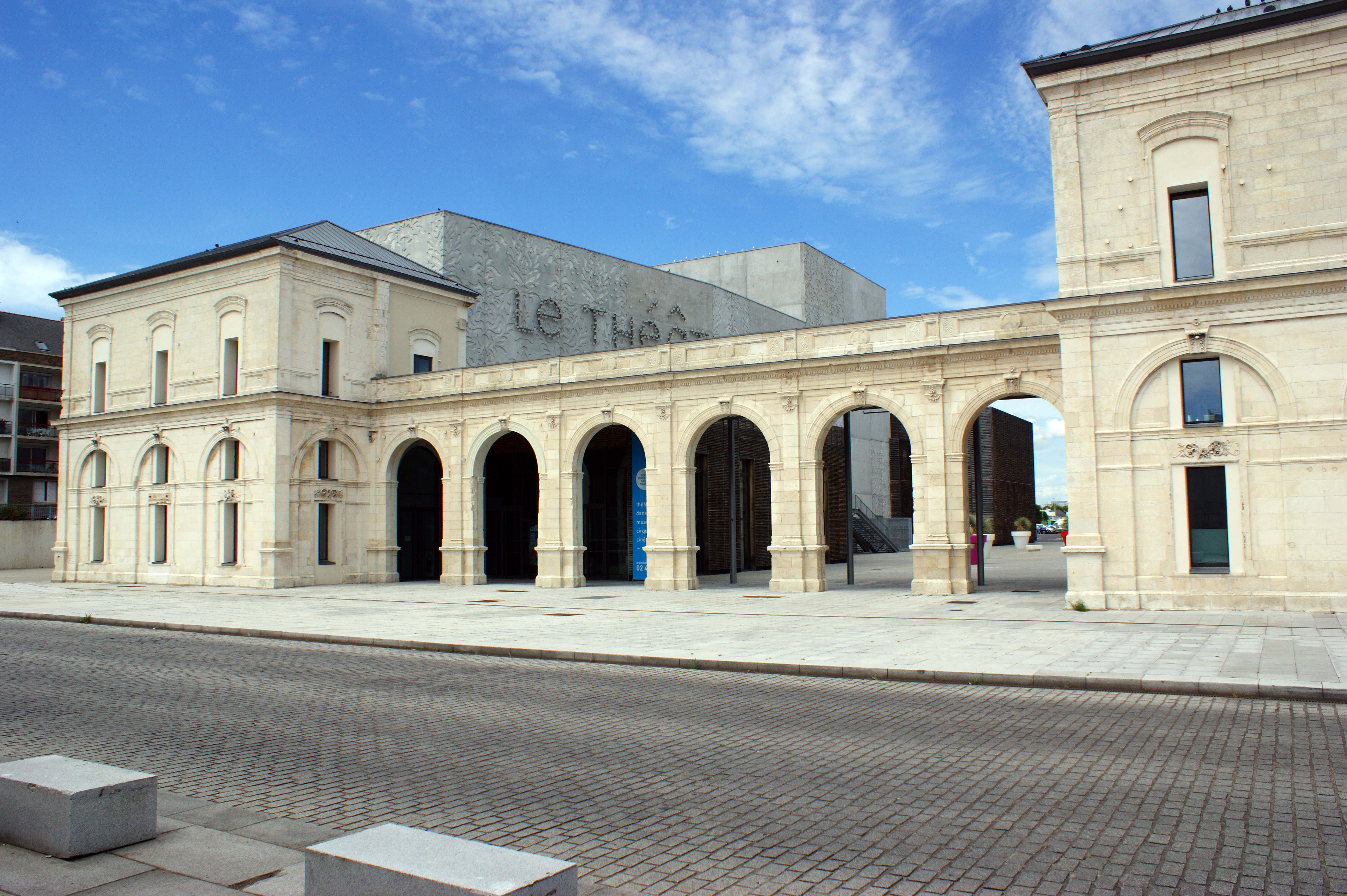
2014.
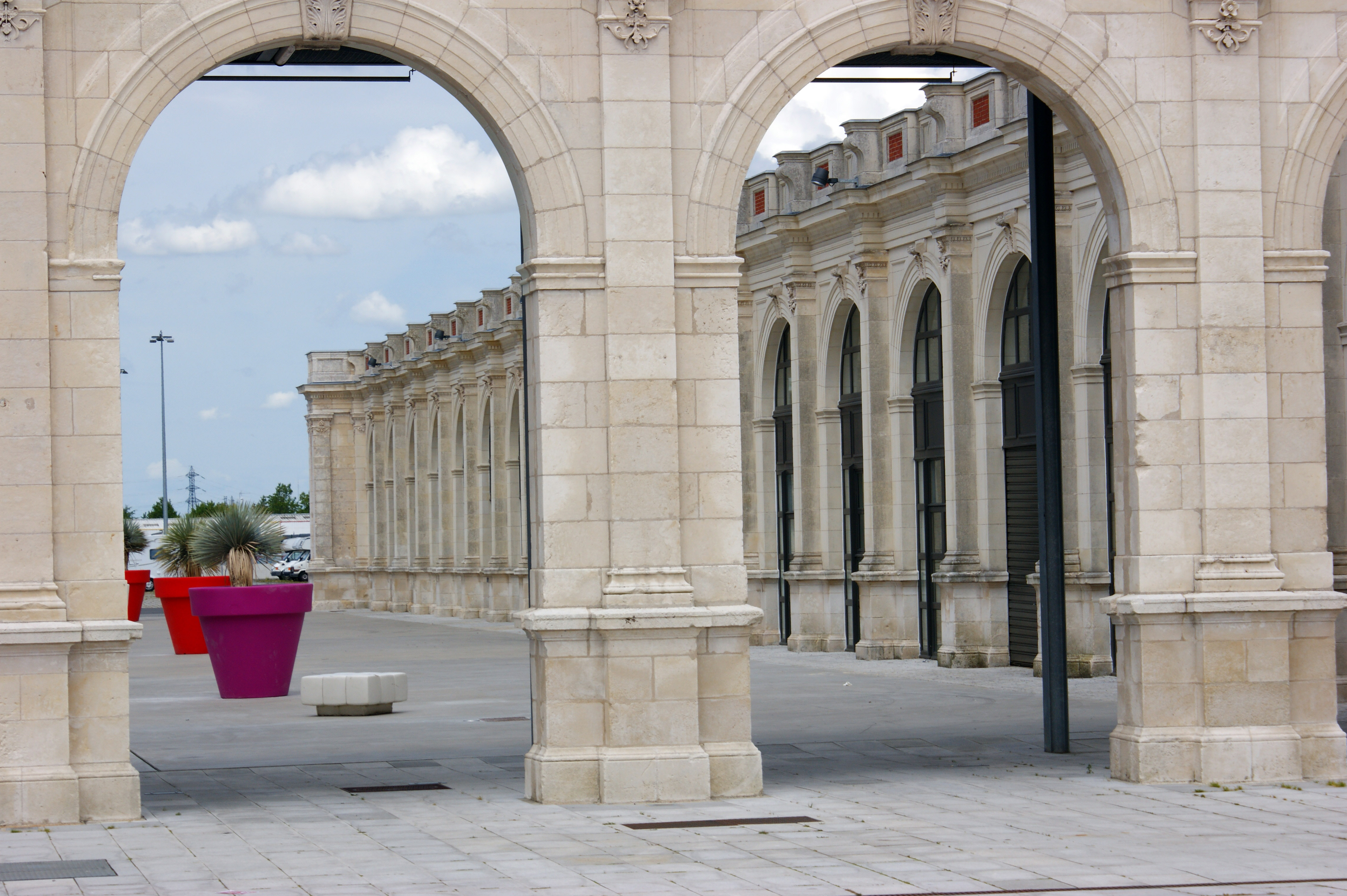
2014.